# Кешин (Оклахома)
Кешин (англ. Cashion) — місто (англ. town) в США, в округах Кінгфішер і Логан штату Оклахома. Населення — 850 осіб (2020).

## Географія
Кешин розташований за координатами 35°48′17″ пн. ш. 97°40′35″ зх. д. / 35.80472° пн. ш. 97.67639° зх. д. (35.804654, -97.676424).  За даними Бюро перепису населення США в 2010 році місто мало площу 4,44 км², з яких 4,43 км² — суходіл та 0,01 км² — водойми.

## Демографія
Згідно з переписом 2010 року, у місті мешкали 802 особи в 300 домогосподарствах у складі 215 родин. Густота населення становила 181 особа/км².  Було 331 помешкання (75/км²).
Расовий склад населення:
| - 88,0 % — білих - 5,7 % — корінних американців - 1,0 % — азіатів - 0,4 % — чорних або афроамериканців - 2,0 % — осіб інших рас |

До двох чи більше рас належало 2,9 %. Частка іспаномовних становила 3,6 % від усіх жителів.
За віковим діапазоном населення розподілялося таким чином: 29,9 % — особи молодші 18 років, 59,6 % — особи у віці 18—64 років, 10,5 % — особи у віці 65 років та старші. Медіана віку мешканця становила 33,6 року. На 100 осіб жіночої статі у місті припадало 90,5 чоловіків;  на 100 жінок у віці від 18 років та старших — 85,5 чоловіків також старших 18 років.
Середній дохід на одне домашнє господарство  становив 58 030 доларів США (медіана — 54 167), а середній дохід на одну сім'ю — 68 688 доларів (медіана — 60 833). Медіана доходів становила 44 943 долари для чоловіків та 28 750 доларів для жінок. За межею бідності перебувало 10,3 % осіб, у тому числі 18,8 % дітей у віці до 18 років та 2,5 % осіб у віці 65 років та старших.
Цивільне працевлаштоване населення становило 410 осіб. Основні галузі зайнятості: освіта, охорона здоров'я та соціальна допомога — 20,2 %, роздрібна торгівля — 15,1 %, сільське господарство, лісництво, риболовля — 11,2 %, виробництво — 10,0 %.